# Ягорба (приток Шексны)
Ягорба  — река в Череповецком районе Вологодской области России, впадает в Шекснинский русловый участок Рыбинского водохранилища (бассейн Волги) в Череповце. В результате наполнения водохранилища длина реки сократилась до 53 км, а площадь водосборного бассейна до 458 км².
Основные притоки — реки Чермасола и Кучесара, ручей Арбуйка.

## Течение
Равнинное спокойное, русло выраженное. Весенний пойменный разлив до ледохода выше д. Мостовая (у трассы А114).
Очищается от льда к середине апреля. В нижнем течении (5 км от устья) граничит с озером Колманским. Судоходна для судов малых водоизмещения и осадки на 5-8 км от устья (р. Шексна). Уровень воды в судоходной части сильно зависит от уровня Рыбинского водохранилища, а также скорости и направления ветра (нагонной волны). Скорость хода на 2-м километре от устья была ограничена ввиду расположенных здесь крупных лодочных станций (КиЯ) и плавучего лесосклада ЧФМК. Навигация маломерных судов закрывается ГИМС в начале октября. Навигация крупных судов в зоне Череповецкого порта и Череповецкого судостроительного завода закрывается СЗРП вместе с навигацией на Шексне.

## Этимология
Топоним не получил единого толкования. При анализе вепсского и коми языков выводится значение, как название местности, где было много клюквы, что, впрочем, соответствовало действительности.
О. Б. Ткаченко — исследователь языка древних мерян — отмечает слово яхре в значении «озеро». Реконструированный топоним яхребал в значении «поселение на Озерной реке». В результате фонетических изменений яхребал дал форму ягорба.
Кроме реки Ягорба, впадающей в Шексну у Череповца, до создания Рыбинского водохранилища существовала другая река Ягорба. Текла от села Леушина (Леушинская пустынь), через Ягорбское озеро и впадала в Шексну у села Ягорба (длина реки примерно 12—15 км). Вблизи устья реки Ягорба, на Шексне существовал шлюз Мариинской системы «Ягорба». После затопления, большая часть жителей села Ягорба были переселены на Карельский перешеек (в посёлки Мустомяки и Сюкияля, ныне Горьковское и Бойково). После войны переселенцы посёлка Сюкияля назвали Ягорбой. Потом его переименовали в Бойково, в память солдата погибшего в боях за этот посёлок.
Но и сейчас существует ещё одна река Ягорба. Течёт с севера на юг почти параллельно восточному берегу Рыбинского водохранилища, примерно в 15 км к востоку от сёла Гаютино. Существовала также деревня Ягорба примерно в 30 км к северу от Рыбинска (затоплена). Таким образом, на территории Пошехонья, между Череповцом и Рыбинском (в других местах этого названия не встречается) топоним ягорба встречается 6 раз: две реки, одно озеро, село, деревня, шлюз. Что касается этимологии, надо иметь в виду, что яга, ага, ога, ега, ёга, йока, йыга, «ньга» на языках финно-угорских племён значит — река. По фински рпа значит рак. Может быть река, где водятся раки.

## История
В X веке в устье Ягорбы появляется целая округа постоянных поселений, принадлежавших финно-угорскому племени «весь». Согласно летописи, весь вместе со славянскими племенами участвовала в призвании на княжество варягов. Удобное местоположение, обилие рыбы и пушнины привлекали в эти места все больше людей.
В XIV веке у слияния Шексны и Ягорбы возник Воскресенский монастырь, давший начало современному Череповцу.
В черте Череповца через русло Ягорбы перекинуты два автомобильных моста (Ягорбский, Северный) и один — железнодорожный на линии Петербург — Вологда.
В планах на ближайшее будущее — строительство ещё одного железнодорожного и реконструкция Ягорбского моста на проспекте Победы (реконструирован и введен в эксплуатацию 4 ноября 2011 года).
Также на берегу Ягорбы планируется установить памятник уроженцу Череповца, поэту и певцу Александру Башлачёву (в одной из песен которого упоминается река Шексна). Проект памятника подготовлен Марией Ивановой-Очерет и поддержан родственниками Башлачёва и известными музыкантами.

## Экология
Вода в реке оценивается как «грязная». Загрязнённость Ягорбы выше Череповца обусловлена в основном влиянием сельскохозяйственных объектов.

## Данные водного реестра
По данным государственного водного реестра России относится к Верхневолжскому бассейновому округу, водохозяйственный участок реки — Рыбинское водохранилище до Рыбинского гидроузла и впадающие в него реки, без рек Молога, Суда и Шексна от истока до Шекснинского гидроузла, речной подбассейн реки — Реки бассейна Рыбинского водохранилища. Речной бассейн реки — (Верхняя) Волга до Куйбышевского водохранилища (без бассейна Оки).
Код объекта в государственном водном реестре — 08010200412110000008178.